# Лоншан-сюр-Ожон
Лонша́н-сюр-Ожо́н (фр. Longchamp-sur-Aujon) — коммуна во Франции, находится в регионе Шампань — Арденны. Департамент — Об. Входит в состав кантона Бар-сюр-Об. Округ коммуны — Бар-сюр-Об.
Код INSEE коммуны — 10203.
Коммуна расположена приблизительно в 200 км к юго-востоку от Парижа, в 100 км южнее Шалон-ан-Шампани, в 60 км к востоку от Труа. Стоит на реке Ожон.

## Население
Население коммуны на 2008 год составляло 416 человек.
| 1962 | 1968 | 1975 | 1982 | 1990 | 1999 | 2008 |
| ---- | ---- | ---- | ---- | ---- | ---- | ---- |
| 667  | 683  | 675  | 599  | 522  | 450  | 416  |

## Экономика
В 2007 году среди 252 человек в трудоспособном возрасте (15—64 лет) 176 были экономически активными, 76 — неактивными (показатель активности — 69,8 %, в 1999 году было 68,3 %). Из 176 активных работали 152 человека (92 мужчины и 60 женщин), безработных было 24 (10 мужчин и 14 женщин). Среди 76 неактивных 16 человек были учениками или студентами, 28 — пенсионерами, 32 были неактивными по другим причинам.

## Фотогалерея

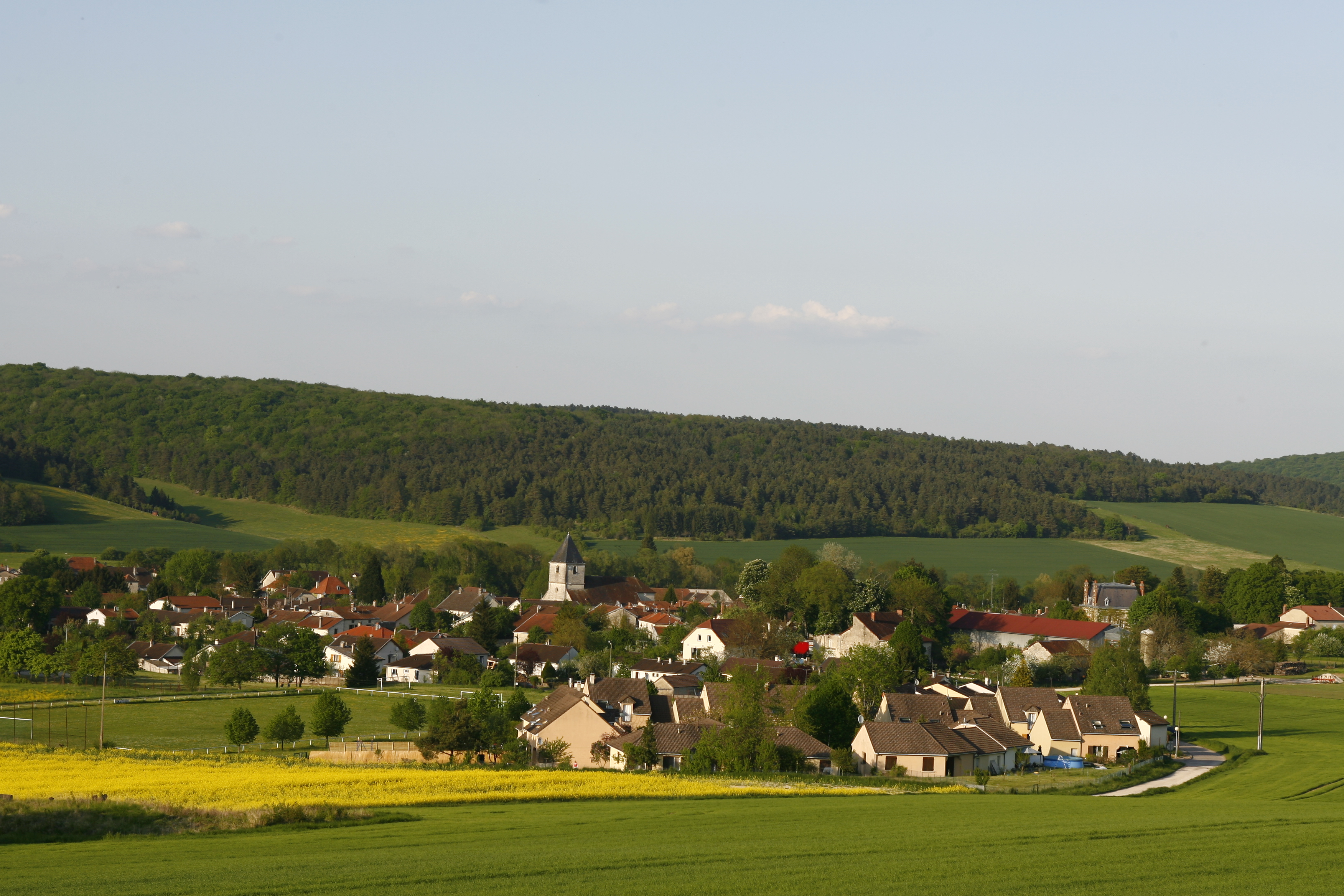
Лоншан-сюр-Ожон
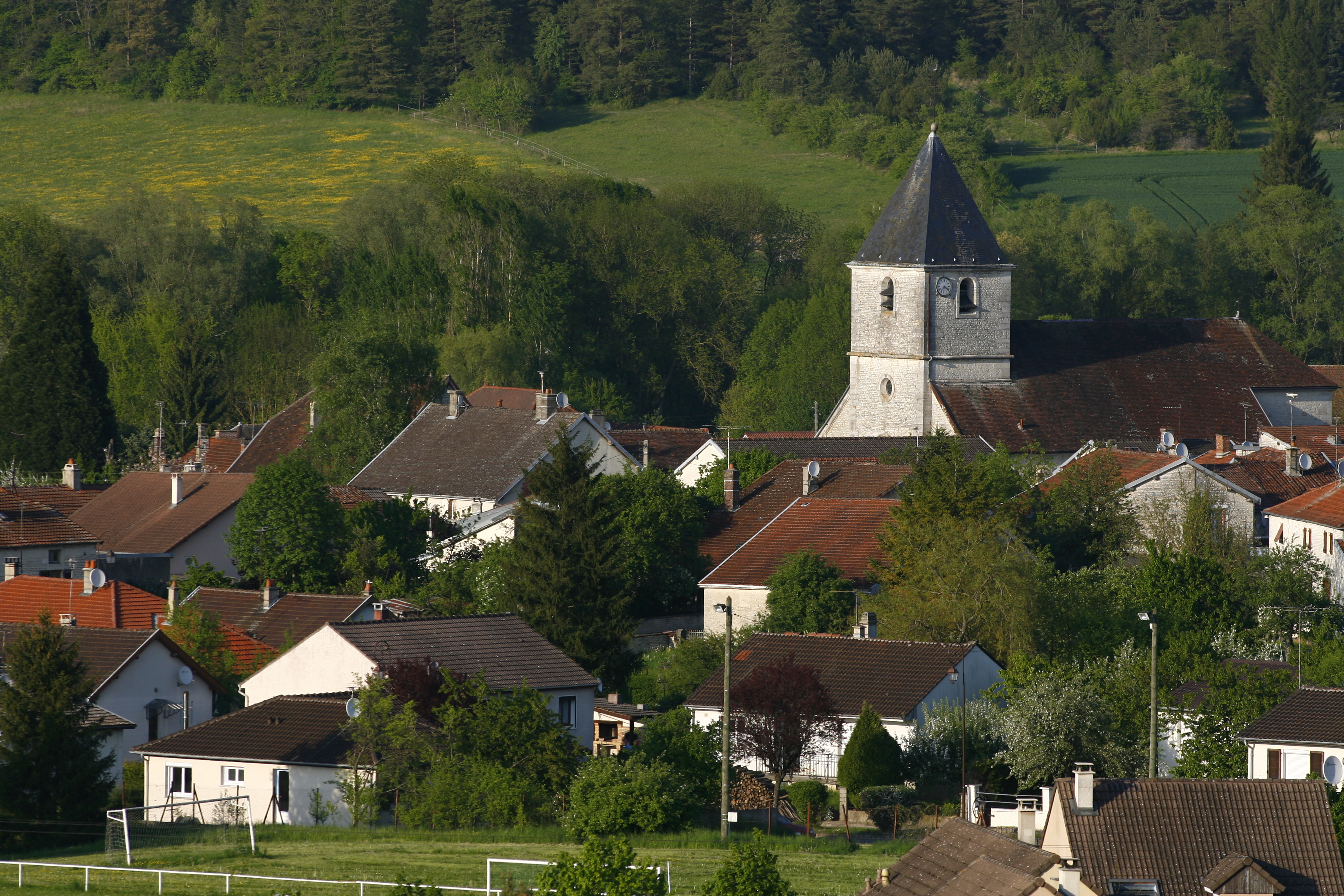
Лоншан-сюр-Ожон
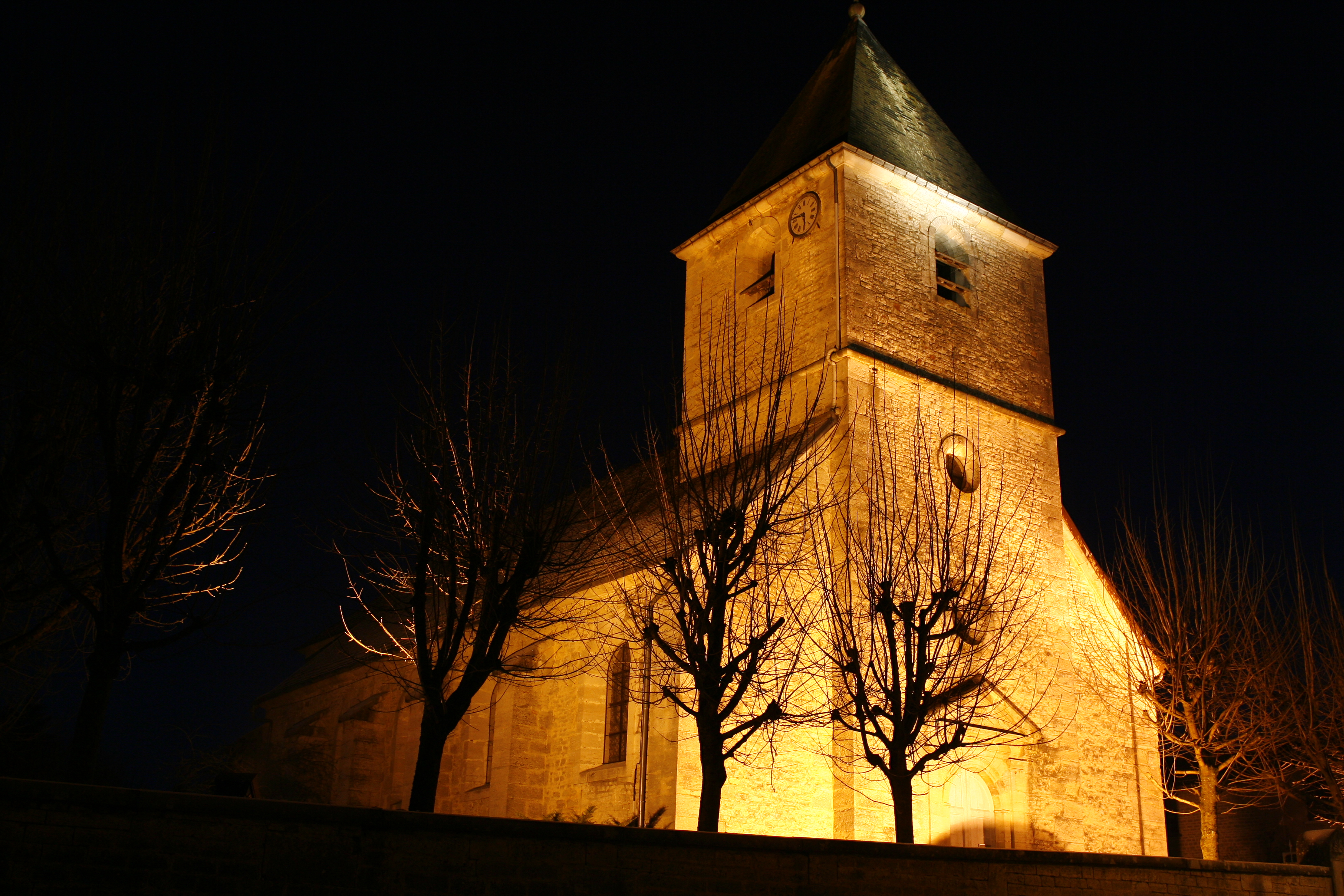
Церковь
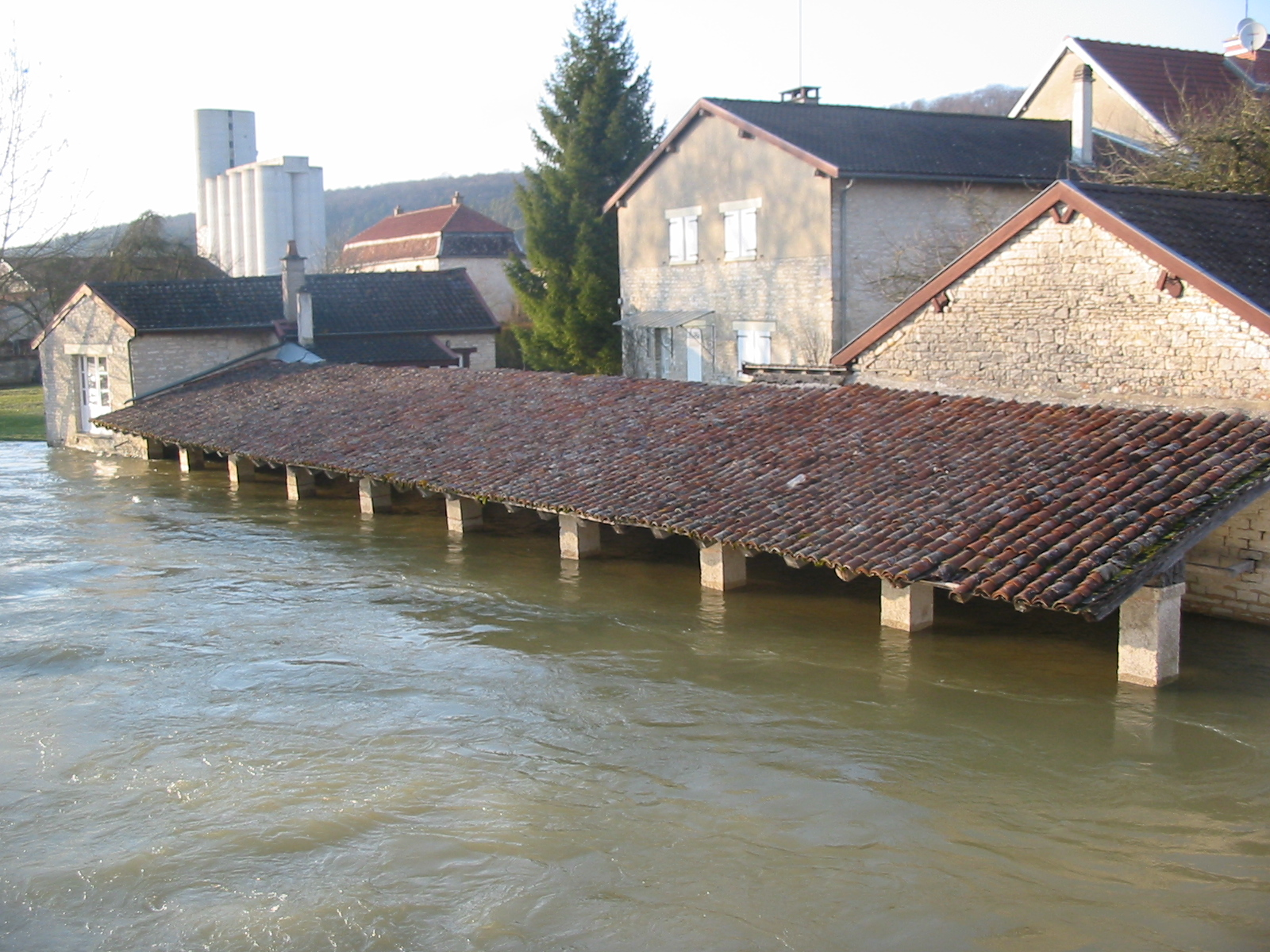
река Ожон